# Junta (dawny organ władzy w Hiszpanii)
Junta [wym.: hunta] (z hiszp.: "związek, rada"), hunta – dawny kolegialny organ władzy w Hiszpanii i państwach hiszpańskojęzycznych Ameryki Łacińskiej. Nazywane tak były hiszpańskie rady rewolucyjne w czasie powstań w XIX wieku oraz rady powoływane w czasie walk o niepodległość państw Ameryki Łacińskiej.